# Lavras do Sul
Lavras do Sul este un oraș în Rio Grande do Sul (RS), Brazilia.